# Aglais flavofasciata
Aglais flavofasciata är en fjärilsart som beskrevs av Debauche 1929. Aglais flavofasciata ingår i släktet Aglais och familjen praktfjärilar. Inga underarter finns listade i Catalogue of Life.